# Балыкса (Хакасия)
Балыкса́ (хак. Палыхтығ суғ – «рыбная река») — село в горно-таёжной части Балыксинского сельсовета Аскизского района Хакасии на реке Балыкса — притоке Томи.
Относится к перечню мест традиционного проживания коренных малочисленных народов Севера, Сибири и Дальнего Востока Российской Федерации — шорцев.

## Географическое положение
Расстояние до райцентра — села Аскиз — 140 км, до города Абакана — 250 км. В селе находится железнодорожная станция Балыксу.

## История
Посёлок образован в 1848 году. До Октябрьской революции 1917 года был местом ссылки каторжан. Основным занятием населения до и после революции была золотодобыча на прииске Неожиданный. В 1956 году организован Верхне-Томский леспромхоз. В 1958 году сдана в эксплуатацию железная дорога Новокузнецк — Абакан, которая проходит через Балыксу. В 1997 году посёлок был преобразован в село.

## Экономика
Главное «питание» экономики — железная дорога. Именно там трудоустроено 120 человек.
В окрестностях Балыксы ведётся масштабная золотодобыча, действуют две артели старателей.
Также население занято на сборе дикоросов, черемши, грибов, ягод (малины и черники), кедрового ореха.

## Транспорт
Если по железной дороге можно доехать как до Абакана, так и до Новокузнецка, то по автодороге из Абакана ― тупик.

## Образование и культура
В селе имеются средняя общеобразовательная школа, памятник «40-летие Победы». РЖД организован ведомственный детсад — единственный на территории села.

## Население
| 1939 | 1959  | 1970  | 1979  | 1989  | 2002  | 2010  |
| ---- | ----- | ----- | ----- | ----- | ----- | ----- |
| 9518 | ↘4930 | ↘4861 | ↘3980 | ↗4040 | ↘2209 | ↘1996 |

Население — 2183 человек (01.01.2004), в том числе русские, шорцы, хакасы, немцы.